# Granyén
Granyén (en castellà: Grañén) és un municipi aragonès situat a la província d'Osca i enquadrat a la comarca dels Monegres.

## Geografia
Grañén es troba emplaçat en una petita elevació sobre la plana monegrina, a uns 66 km de la capital, Saragossa. El terme municipal comprèn també els pobles de Callén, Curbe, Fraella i Montesusín.

## Història
D'origen romà (el seu nom recorda a un terratinent que es deia Granius), a principis del segle xii, poc després que es produeixi la Reconquesta en aquest lloc, es designa com a lloc de realengo. Sancho Íñiguez (conegut de vegades com Sancio Eneconnes), el seu primer Senyor, s'anomena en els documents de la col·lecció diplomàtica de Pere I, estudiats i publicats pel professor Antonio Ubieto. En 1198, el Rei Pere II d'Aragó va cedir al bisbe Ricardo d'Osca el dret de patronat sobre l'Església de Grañén, i en 1258 Jaume I va lliurar a Blasco de Maça els castells i viles de Grañén i Robres.
En el segle xvi la vila passa a mans dels poderosos Ducs de Villahermosa. En 1785 aconsegueix la categoria de Vila i el 1849 és designat Ajuntament Independent.